# 소렌티노
소렌티노(스페인어: sorrentino, 복수: sorrentinos 소렌티노스[*])는 아르헨티나의 소를 넣은 파스타이다. 이탈리아의 라비올리와 비슷하지만 크기가 더 크고 모양이 둥글다. 밀가루 반죽으로 만든 피에 치즈, 햄, 채소, 견과 등을 소로 넣어 만든다.

## 역사
소렌티노의 기원은 분명하지 않다. 마르델플라타에서 이탈리아 소렌토 출신 이민자 2세인 카예타노 페르시코(Cayetano Persico)가 처음 만들었다는 설과, 부에노스아이레스에서 "소렌티노(Sorrentino)"라는 이름의 음식점이 처음 선보였다는 설이 있다.

## 같이 보기
- 소를 넣은 음식 목록